# William Allingham
William Allingham (19. března 1824 nebo 1828 – 18. listopadu 1889) byl irský spisovatel a básník. Narodil se v Ballyshannon (hrabství Donegal) v Irsku a byl synem správce místní banky, který byl anglického původu.

## Díla
- 1850 – Poems
- 1851 – Day and Night Songs
- 1864 – Lawrence Bloomfield in Ireland
- 1864 – The Ballad Book
- 1865 – Fifty Modern Poems
- 1877 – Songs, Poems, and Ballads
- 1883 – Evil May Day
- 1884 – Blackberries
- 1887 – Irish Songs and Poems
- 1893 – Varieties in Prose
- 1897 – Letters to Allingham (1854–1870)